# 박진헌
박진헌(朴辰憲, 1953년 3월 1일 ~ )은 대한민국의 세무공무원이다. 

## 학력
- 마산고등학교
- 부산대학교 학사
- 조선대학교 대학원 국제통상학 석사

## 경력
- 1980.09 : 부산세관 회계과장
- 2000.06 : 광주전라지역본부 세관장
- 2002.07 : 관세청 기획관리관
- 2003.05 : 관세청 조사감시국장
- 2004.09 : 인천본부 세관장
- 2005.06 : 관세청 차장

## 참고
| 전임 성윤갑 | 제15대 관세청 차장 2005년 6월 29일 ~ 2008년 4월 7일 | 후임 손병조 |